# Lower Cook Islands
Lower Cook Islands är öar i Cooköarna (Nya Zeeland). De ligger i den södra delen av landet.